# Lennart Johnsson
Lennart Johnsson, född 1944, är en svensk datavetare och ingenjör.
Johnsson startade sin karriär hos ABB i Sverige och gick vidare till UCLA, Caltech, Yale University, Harvard University, Kungliga Tekniska Högskolan, Thinking Machines Corporation och University of Houston där han innehar Hugh och Lillie Roy Cranz Cullens professur i datavetenskap, matematik och elektro- och datorteknik.   Johnsson forskar inom distribuerade system.